# Фрэкшн, Карен
Ка́рен Эли́забет Фрэкшн Гамильто́н (англ. Karen Elizabeth Fraction Hamilton; 15 февраля 1958, Флинт — 30 октября 2007, Ларго, Флорида) — американская актриса и модель.

## Биография
Обучаясь на второй курсе в Университете Адельфи, в котором получила степень бакалавра искусств. В 1978 она сыграла роль в мюзикле 1978 года «Кабаре» и других. Все эти роли привели её к Бродвею. В 1991 году Карен гастролировала по Европе и Японии вместе с Бобом Фоссом. В 1985 году Гамильтон участвовала в концерте «Follies», и выступала в Радио-сити-мьюзик-холле.
«Если вы можете работать над проектами, в которые вы верите, веселитесь и наслаждайтесь жизнью» сказала она в интервью журнала The Flint Journal в 1994 году, сыграв главную роль в мюзикле «Мой брат и Я». Её фотографии появилось в журналах и рекламных роликах, некоторые рекламные посты, интервью и клипы можно увидеть на её веб-сайте.
Карен скончалась 30 октября 2007 году от рака молочной железы.

## Семья
Муж — Лоуренс Гамильтон.
Дети — Лорен Элизабет Дан и Лоуренс Вэн Моррис.

## Фильмография
- «Шина» (2 эпизода) (2001)
- «Таина» (2001)
- Крутой Уокер: Правосудие по-техасски (Часть 2) (1991)
- «Первое Мая» (1999)
- «Пальметто» (1998)
- «Подводная одиссея» (1995—1996)
- «Наш сын, сват» (1996)
- «Мой брат и я» (Главная роль) (ТВ, 1994)[10]
- «Болотная тварь» (1 эпизод) (1986)[11]
- Великие постановки, эпизод «Follies in Concert» (1986).